# Pity Party (Melanie Martinez)
Pity Party è un singolo della cantante statunitense Melanie Martinez, pubblicato il 1º giugno 2015 come primo estratto dal primo album in studio Cry Baby.

## Antefatti e composizione
La canzone utilizza il ritornello del classico di Lesley Gore It's My Party, pubblicato nel 1963, per quanto riguarda il coro e l'iconico aggancio a trombe ripetute. Il 7 luglio 2017, la canzone è stata certificata disco di platino negli Stati Uniti, per aver venduto 1 000 000 copie.
Per quanto riguarda la sua canzone, ha detto:

## Descrizione
La canzone parla della protagonista, Cry Baby, che invita i suoi amici (inclusa Beth Anne e il ragazzo che le piace, Johnny) alla sua festa di compleanno, ma nessuno vi si presenta. Comincia a chiedersi perché lei ci mette così tanto in tutte le cose per poi rimanere sola alla fine della giornata. Il verso in cui dice "cuore su ogni lettera corsiva" mostra come si dispiace di fare qualcosa di infantile per invitare i suoi ospiti. La fa sembrare immatura e dubita che piccoli tocchi personali come decorare ogni invito non convincano altre persone a partecipare alla sua festa, incolpando se stessa per l'assenza dei suoi amici. Cerca di attenuare il dolore che sta sopportando dicendo che va tutto bene poiché può mangiare tutta la torta, per via del fatto che nessuno si è presentato. Dice anche per sempre, il che potrebbe significare che si aspetta che questo accada ogni anno.
Un punto di svolta delle sue emozioni è indicato nel verso: "Sto ridendo, sto piangendo, mi sembra di morire". Nessuno è venuto alla sua festa, quindi è molto emotiva e non riesce a controllare le sue emozioni, non sapendo se piangere o ridere. Sta perdendo la sua sanità mentale. Alla fine decide che lei è la sua persona, senza nessun altro, e può fare ciò che vuole (anche piangere).

## Video musicale
Il video musicale del brano è stato pubblicato il 1º giugno 2015. Tuttavia, il video è trapelato in rete 3 giorni prima del rilascio ufficiale. Il video è stato diretto dalla stessa Melanie, lo descrive come una "esperienza divertente per lei", considerando che è l'unica persona presente nel video.
Un video del dietro le quinte è stato pubblicato il 17 giugno 2015. Nel video Melanie descrive il suo personaggio, Cry Baby, dicendo:
Il video musicale inizia con Cry Baby che scrive e invia gli inviti della sua festa di compleanno mentre mangia latte e biscotti. Dopo si passa al giorno del suo compleanno ad agosto. Si sveglia con un vestito rosa. Nessuno dei suoi amici si presenta, ma svolge delle attività per tenersi impegnata. Diventa più arrabbiata con loro e nessuno risponde al telefono. Decide che non ha bisogno di amici per divertirsi, e indossa un vestito che la fa sembrare un pagliaccio. Cry Baby crea un animale con i palloncini, ma i suoi peluches non sono contenti. Quindi scoppia il palloncino mordendolo e strappa i suoi animaletti di pezza. Urla fortemente, mentre butta via gli altri peluches e distrugge quasi tutto della sua festa, inclusa una torta blu. Alla fine, Cry Baby spegne le candeline su una torta che dice "Happy Birthday Cry Baby" e poi inizia a fumare una sigaretta.

## Tracce
Testi e musiche di Melanie Martinez, Christopher J. Baran, Kara DioGuardi e Lesley Gore.
Download digitale
1. Pity Party – 3:23

Pity Party Remixes – EP
1. Pity Party (XVII Remix) – 4:01
2. Pity Party (K Theory Remix) – 4:58
3. Pity Party (The Feels Remix) – 4:32
4. Pity Party (Myles Travitz Remix) – 3:02
5. Pity Party (Kassiano Remix) – 4:04